# (6643) Morikubo
(6643) Morikubo es un asteroide perteneciente al cinturón de asteroides, descubierto el 7 de noviembre de 1990 por Yoshio Kushida y el también astrónomo Osamu Muramatsu desde el Yatsugatake-Kobuchizawa Observatory, Japón.

## Designación y nombre
Designado provisionalmente como 1990 VZ. Fue nombrado en honor a Shigeru Morikubo (1913-2004), quien fue astrónomo aficionado desde 1930, observador de estrellas variables, manchas solares, meteoros y ocultaciones, y pionero en la observación del polvo meteórico. Desde 1955, continuó estudiando el polvo meteórico con su microscopio médico. En 1967, se convirtió en el primer presidente de la Convención Japonesa de Astrónomos Aficionados.

## Características orbitales
Morikubo está situado a una distancia media del Sol de 3,100 ua, pudiendo alejarse hasta 3,930 ua y acercarse hasta 2,270 ua. Su excentricidad es 0,268 y la inclinación orbital 2,844 grados. Emplea 1993,91 días en completar una órbita alrededor del Sol.
Los próximos acercamientos a la órbita de Júpiter ocurrirán el 19 de diciembre de 2043, el 15 de diciembre de 2053 y el 26 de diciembre de 2063.

## Características físicas
La magnitud absoluta de Morikubo es 13,17. Tiene 13,213 km de diámetro y su albedo se estima en 0,070. 